# 僦馬の党
僦馬の党（しゅうばのとう）は、平安時代に坂東で見られた租税等の運輸を荷役馬を使って請け負った「僦馬」の集団を指す。その頃の治安悪化（群盗）に備え武装し、郡司・富豪層が担った。
彼ら自身も少なからず群盗行為を行い（馬や荷の強奪）、畿内にも現れ、平安京の貴族邸内に及んだ。

## 概要
律令制下において、地方から畿内への調庸の運搬を担ったのは郡司・富豪層であった。主に舟運に頼った西日本及び日本海沿岸に対し、馬牧に適した地が多い東国では馬による運送が発達し、これらの荷の運搬と安全を請け負う僦馬と呼ばれる集団が現れた。特に東海道足柄峠や東山道碓氷峠などの交通の難所において活躍したと見られている。
一方で8世紀末から9世紀にかけて軍団が廃止され、常置の国家正規軍がなくなると地方の治安は悪化し、国衙の厳しい調庸取り立てに反抗した群盗の横行が常態化するようになっていた。僦馬は、これら群盗に対抗するため武装し、また自らも他の僦馬を襲い荷や馬の強奪をするようになった。この背景には当時の東国における製鉄技術の発展を指摘する見解がある。また、現在の東北地方から関東地方などに移住させられ、9世紀に度々反乱を起こした俘囚（朝廷に帰服した蝦夷）と呼ばれる人々も、移住先にて商業や輸送に従事しており、僦馬の先駆的存在であったと指摘する見解もある。彼らは徒党を組んで村々を襲い、東海道の馬を奪うと東山道で、東山道の馬を奪うと東海道で処分した。
東国では、寛平から延喜年間（10年）、大規模な寛平・延喜東国の乱が起きた。昌泰2年（899年）には足柄峠・碓氷峠に関が設置された。
これらの僦馬の党の横行を鎮圧したのは、平高望、藤原利仁、藤原秀郷らの下級貴族らであった。彼等は国司・押領使として勲功を挙げ、負名として土着し治安維持にあたった。
近年、武士の発生自体を、東国での僦馬の党、西国での海賊の横行とその鎮圧過程における在地土豪の武装集団の争いに求め、承平天慶の乱についても、これらを鎮圧した軍事貴族の内部分裂によるとする見解が出されている。